# Gadsden (Arizona)
Gadsden é uma Região censo-designada localizada no estado americano de Arizona, no Condado de Yuma.

## Demografia
Segundo o censo americano de 2000, a sua população era de 953 habitantes.

## Geografia
De acordo com o United States Census Bureau tem uma área de
4,5 km², dos quais 4,5 km² cobertos por terra e 0,0 km² cobertos por água. Gadsden localiza-se a aproximadamente 30 m acima do nível do mar.

## Localidades na vizinhança
O diagrama seguinte representa as localidades num raio de 40 km ao redor de Gadsden.